# 西川浩之
西川 浩之（にしかわ ひろゆき、1965年 - ）は、司法書士、元早稲田セミナー専任講師。静岡県焼津市出身。司法書士業務を行なうかたわら、各諸団体の講演や講座を通じて、成年後見制度の発展のため、社会教育の分野で活動している。「成年後見センター・リーガルサポート」専務理事、日本成年後見法学会理事

## 経歴
- 1984年 - 静岡聖光学院高等学校卒業
- 1984年 - 中央大学法学部入学
- 1987年 - 国家公務員採用I種試験合格
- 1988年 -  中央大学法学部卒
- 1990年 - 司法書士試験合格
- 1991年 - 早稲田セミナー専任講師
- 1993年 - 司法書士登録
- 2003年 - 「簡裁訴訟代理関係業務」認定（認定番号108053）
- 司法書士（静岡県司法書士会所属/「簡裁訴訟代理関係業務」認定）
- 元静岡県司法書士会会長
- 公益社団法人成年後見センター・リーガルサポート専務理事（現職）
- 日本成年後見法学会理事（現職）
- 日本社会福祉士会成年後見人養成研修講師
- 静岡県市民協働会議パートナーシップ推進研究会「市民後見支援員養成研修」講師
- NPO法人 静岡県東部パレット市民活動ネットワーク「市民後見人養成講座」講師
- 早稲田セミナー専任講師（2005年以降、講座は担当せず、同予備校の情報誌で実務の現状について連載している）
- 東京リーガルマインド、クレアールなどの資格試験予備校で講演を行う。

などを務めている。

## 作品
- 『短期合格を実現！「司法書士」になれる本』（KKロングセラーズ）
- 『思い立ったら20カ月で司法書士に受かる本』（KKロングセラーズ）
- 『司法書士実戦基本書〈2〉民法1総則・物権』（早稲田経営出版）
- 『司法書士実戦基本書〈3〉民法2債権・親族・相続』（早稲田経営出版）
- 『解説商業登記書式』（住宅新報社）
- 社団法人成年後見センター・リーガルサポート編『実践 成年後見』シリーズ（民事法研究会）に寄稿
- Wセミナー刊『司法書士Win』（早稲田経営出版）に寄稿
- 『実践 成年後見No.18』〔2006年7月発行〕（民事法研究会）に寄稿（「リーガルサポートの成年後見人等養成のための研修」）
- 『KINZAIファイナンシャル・プラン』No.272〔2007.10〕（きんざい）に寄稿
- 『任意後見実務マニュアル』（新日本法規）（共著）
- 『高齢者の消費者被害Q&A』（学陽書房）（共著）
- 『新・社会福祉士養成講座19　権利擁護と成年後見制度』（中央法規出版）（共著）
- 『月報司法書士』No.426〔2007.9月〕に寄稿（「Legal Support News 業務相談委員会が発足しました」）
- 『月報司法書士』No.447〔2009.5月〕に寄稿（「Legal Support News 高齢者虐待防止法改正提言」）
- 『月報司法書士』No.453〔2009.11月〕に寄稿（「Legal Support News 『新執務管理支援システム』への移行」）
- DVD『成年後見制度　～支え合う社会をつくるために～』（シニアルネサンス財団）監修協力・出演
- 『認知証ライフパートナー検定試験 応用検定公式テキスト』（中央法規）（共著）〔第９章第２節担当〕
- 『バンクビジネス』第44巻 第18号 通巻781号〔2010.9.15〕（近代セールス社）に寄稿（「成年後見人等との取引時にはここに注意！」の一部を担当）
- DVD『市民後見人への道　～市民が参加する成年後見制度～』（シニアルネサンス財団）監修協力
- 『高齢者取引のトラブル防止に強くなる講座　ＴＥＸＴ１　高齢者取引に関わる法制度』（近代セールス社）（共著）〔ＰＡＲＴ２「成年後見制度を理解する」担当〕
- 『実践 成年後見No.36』〔2011年1月発行〕（民事法研究会）に寄稿（「ウーリッヒ・ベッカー「後見と社会給付」傍聴記」「ロバート・ゴードン「後見に代わる手段の検討：カナダの考え方」傍聴記」）
- 『市民と法』No.76〔2012.8月〕（民事法研究会）に寄稿（「成年後見業務における司法書士による財産管理」）
- 『月報司法書士』No.489〔2012.11月〕に寄稿（「Legal Support News 成年後見関係事件の概況―平成２３年１月～１２月―から」）
- 『市民後見人養成講座』（民事法研究会）（共著）
- 『月報司法書士』No.498〔2013.8月〕に寄稿（「Legal Support News 成年後見関係事件の概況－平成２４年１月～１２月－から」）
- 『月報司法書士』No.510〔2014.8月〕に寄稿（「Legal Support News 成年後見関係事件の概況－平成２５年１月～１２月－から」）
- 『成年後見監督人の手引き』（日本加除出版）（共著）
- 『月報司法書士』No.514〔2014.12月〕に寄稿（「成年後見における死後事務」）
- 『月報司法書士』No.522〔2015.8月〕に寄稿（「Legal Support News 成年後見関係事件の概況－平成２６年１月～１２月－から」）